# 哈普斯韋爾 (緬因州)
哈普斯韋爾（英語：Harpswell）是一個位於美國緬因州坎伯蘭縣的市鎮。

## 人口
根據2020年美國人口普查的數據，哈普斯韋爾的面積為330.72平方千米，當中陸地面積為62.63平方千米，而水域面積為268.09平方千米。當地共有人口5031人，而人口密度為每平方千米15人。